# (137) Mélibée
Pour les articles homonymes, voir Mélibée.
(137) Mélibée (désignation internationale (137) Meliboea) est un astéroïde de la ceinture principale découvert par Johann Palisa le 21 avril 1874.